# 新阶级
新阶级是对二战后新兴的社会阶层的统称。这包括了蓝领与白领在内的中产阶级。有人将科学家、工程师、技术人员和管理人员称为新工人阶级，也有人称为专业－管理阶级。又有人称为新中间阶级。
新阶级也被追随苏联式共产主义的国家的評論家用来作为反調术语描述出现在这些国家的享有特权的官僚統治階級和共产党官员。通常在苏联以職官名錄制度著称的这些人符合新阶级的理论。
密洛凡·德热拉斯的新阶级理论也被西方反共主义评论员广泛使用于他们在冷战期间对共产主义政权的批评当中。
新阶级也是1960年代末的後工業社会学术语。

## 德热拉斯的新阶级
一种关于新阶级的理论是由约瑟普·布罗兹·铁托时期的南斯拉夫社会主义联邦共和国副总统密洛凡·德热拉斯发展起来的，他随铁托参加了南斯拉夫人民解放戰爭，但后来因为开始提倡民主和平等思想（他认为这看起来应该是更接近社会主义和共产主义路线）而被铁托肅清。然而，二人之间还有个人的敌意，并且铁托觉得德热拉斯暗中破坏他的领导。新阶级理论会被认为是反对一些共产党统治的理论，如约瑟夫·斯大林指出的他们的革命以及/或者社会改革会导致任何像这样的统治阶级的灭亡。根据作为共产政府的一员的德热拉斯的观察党员步入了统治阶级的角色——这是一个他相信应通过革命修正的问题。德热拉斯在1950年代中期完成了有关他的新阶级理论的主要著作。同时德热拉斯被投进了监狱，此书1957年在西方以《新阶级：对共产主义制度的分析》为题目出版。
德热拉斯宣称新阶级对生产资料的特殊关系是集体性的政治控制之一，而且新阶级的所有权形式是政治控制。由此对于德热拉斯来说新阶级不仅寻求扩大资料的再生产以做出他们对工人阶级的存在的政治辩护，而且寻求扩大政治控制的再生产作为他们自己的所有权形式。这可以对比于资本主义者通过提高股市的价值寻求扩大价值，即使股市本身不一定反映出产商品的价值的提高。德热拉斯用有关所有权形式的这一论点来表明为什么新阶级寻求阅兵、行军和壮观的场面即使这些活动降低了物质生产力的水平。
德热拉斯提出新阶级作为一个阶级只会缓慢地达到自发性。到达完全自发性时初期实施的项目会成为大规模的工業化以巩固新阶级统治的外部安全反对外部的或者其他的统治阶级。在德热拉斯的概述中这接近于1930至1940年代的苏联。同时这期间新阶级为了自己安全买通所有其他利益体，作为统治阶级为实现其安全的主要目标而自由地处决清洗自己的成员。
获得安全后，新阶级对其成员继续温和政策，对内事实上准许物质激励及思想与行动自由——只要这一自由不被用来破坏新阶级的统治。德热拉斯认定这一时期如同苏联赫鲁晓夫政府统治时期。由于新阶级内部政策冲突的暴露，宫廷政变的潜在性，或者一般民众的革命是有可能的（就像波兰或者匈牙利各自的经历）。
最终德热拉斯推断经济衰退时期，作为新阶级的政治前途围绕着陈腐的流程以及在对其他社会阶级的付出上的自私自利。这可以理解为德热拉斯对所谓停滞时代的列昂尼德·勃列日涅夫的预言。
同时德热拉斯宣称新阶级是对生产资料有不同关系的社会阶层，他不宣称这个新阶级与自给自足的生产方式相联系。这一主张在马克思主义理论范围内指出苏联式的社会主义最终必然要么崩溃要么倒回到资本主义，或者经历一场接近于真实社会主义的社会革命。这可以看作是苏联解体的预言。
罗伯特·D·卡普兰1993年著作《Balkan Ghosts: A Journey through history》也包含与德热拉斯一致的讨论，用他的模式去预测此后前南斯拉夫的许多历史事件。

## 其他的类似分析
纵然德热拉斯的具体概念是他自己发展出来的，然而在典型的马列主义式的政权中的官僚成为新阶级的观念不是他的原创。米哈伊尔·巴枯宁在19世纪中后期与马克思在国际工人协会的辩论中提出了这一观点。这一观点在俄国革命后被像克鲁泡特金和馬赫諾这样的无政府主义者以及一些共产主义者重复。1911年羅伯特·米契爾斯首次提出寡頭鐵律，描述了在所谓平等的和民主的社会主义政党中官僚统治团体的发展。后被俄国革命领导人列夫·托洛茨基通过他的堕落的工人国家理论重复。再进一步，毛泽东也在社会主义教育运动中发展出了关于这一观念的他自己的版本来批评刘少奇领导下的中共。当然，几十年间不少人对这问题有不同的看法，但都不约而同认同这一观念。
另一个角度上，弗里德里希·哈耶克的作品也预见了许多德热拉斯批评新阶级的观点，没有把它们置于马克思主义之中（参见《通往奴役之路》）。美国新保守主義者在管理型国家的理论中调整了新阶级的分析。卡尔·波普尔在《开放社会及其敌人》中对乌托邦的社会追求的批评与德热拉斯的观点明显相似，但有独立阐发。

## 约翰·加尔布雷斯与后工业社会学
加拿大-美国自由主义经济学家约翰·加尔布雷斯也写出了资本主义下的类似现象，《新工业社会》（The New Industrial State）及《富裕的社会》（The Affluent Society）中所说的技术官僚阶层的出现。
“新阶级”模式，作为后工业社会的新社会群体，在1970年代作为社会和政治学家指出的“新阶级”群体怎样在他们对政治和社会目标的追求中通过后物质取向成形取得优势。新阶级的主题“不再拥有直接的关系要求经济安全”。

## 延伸阅读
- Đilas, Milovan.  paperback. San Diego: Harcourt Brace Jovanovich. 1983, 1957. ISBN 0-15-665489-X.
- Đilas, Milovan. . trans. Dorian Cooke. New York: Harcourt, Brace & World. 1969. ISBN 0-15-693125-7.
- Đilas, Milovan.  hardcover. ???: Alfred A. Knopf. 1998. ISBN 0-679-43325-2.. 参见纽约时报图书站Chapter One online，以及1998年5月10日纽约时报书评 （页面存档备份，存于）。
- Trotsky, Leon.  paperback. Detroit: Labor Publications. 1991, 1937  [2014-10-30]. ISBN 0-929087-48-8. （原始内容存档于2007-04-03）.  列夫·托洛茨基研究斯大林与新的官僚统治阶级对俄国革命背叛与堕落之嫌的著作。
- Sawer, Marian (ed.). . Bedford Park, Australia: Australasian Political Studies Association. 1978. ISBN 0-7258-0074-7.
- Hayek, F. A.  paperback. Chicago: University of Chicago Press. 1994, 1944. ISBN 0-226-32061-8.
- Kaplan, Robert D. . New York: St. Martin's Press. 1993. ISBN 0-312-08701-2.[永久]
- A meta-list of relevant publications. Related to Barbrook, Richard.  paperback. London: OpenMute. 2006  [2018-10-24]. ISBN 0-9550664-7-6. （原始内容存档于2018-08-01）.
- Orwell, George.  paperback. San Diego: Harcourt Brace Jovanovich. 1984, 1949  [2014-10-30]. ISBN 0-15-166038-7. （原始内容存档于2014-10-30）.
- Gouldner, Alvin Ward. . New York: Seabury Press. 1979. ISBN 0-8164-9358-8.
- Kellner, Hansfried; and Frank W. Heuberger (eds.). . New Brunswick: Transaction Publishers. 1992. ISBN 0-88738-443-9.
- Lasch, Christopher. . New York: W.W. Norton. 1995. ISBN 0-393-03699-5.
- Budrys, Grace. . Ithaca: ILR Press/Cornell University Press. 1997. ISBN 0-8014-8354-9.
- Pérez Soto, Carlos. . Santiago de Chile: ARCIS - LOM. 2001, 2008. ISBN 978-956-282-988-5.

### 文章
- Registan（2006年10月1日）－The "New Class": The Rise and Fall of NGOs in Central Asia. 大量引用Laurence Jarvik对欧亚大陆中部的报告，保存于密歇根大学。创立编辑Nathan Hamm是乌兹别克斯坦的和平工作团志愿者。
- Mutualist.org - Liberalism & Social Control: The New Class' Will to Power （页面存档备份，存于）. 多数新阶级批评明显不是出自左翼或者右翼。
- The New Criterion（1999年10月）－Remembering Milovan Đilas （页面存档备份，存于）
- 纽约时报书评（1967年12月7日）－Same Old New Class （页面存档备份，存于）. Christopher Lasch的评论